# Museu de Maricel

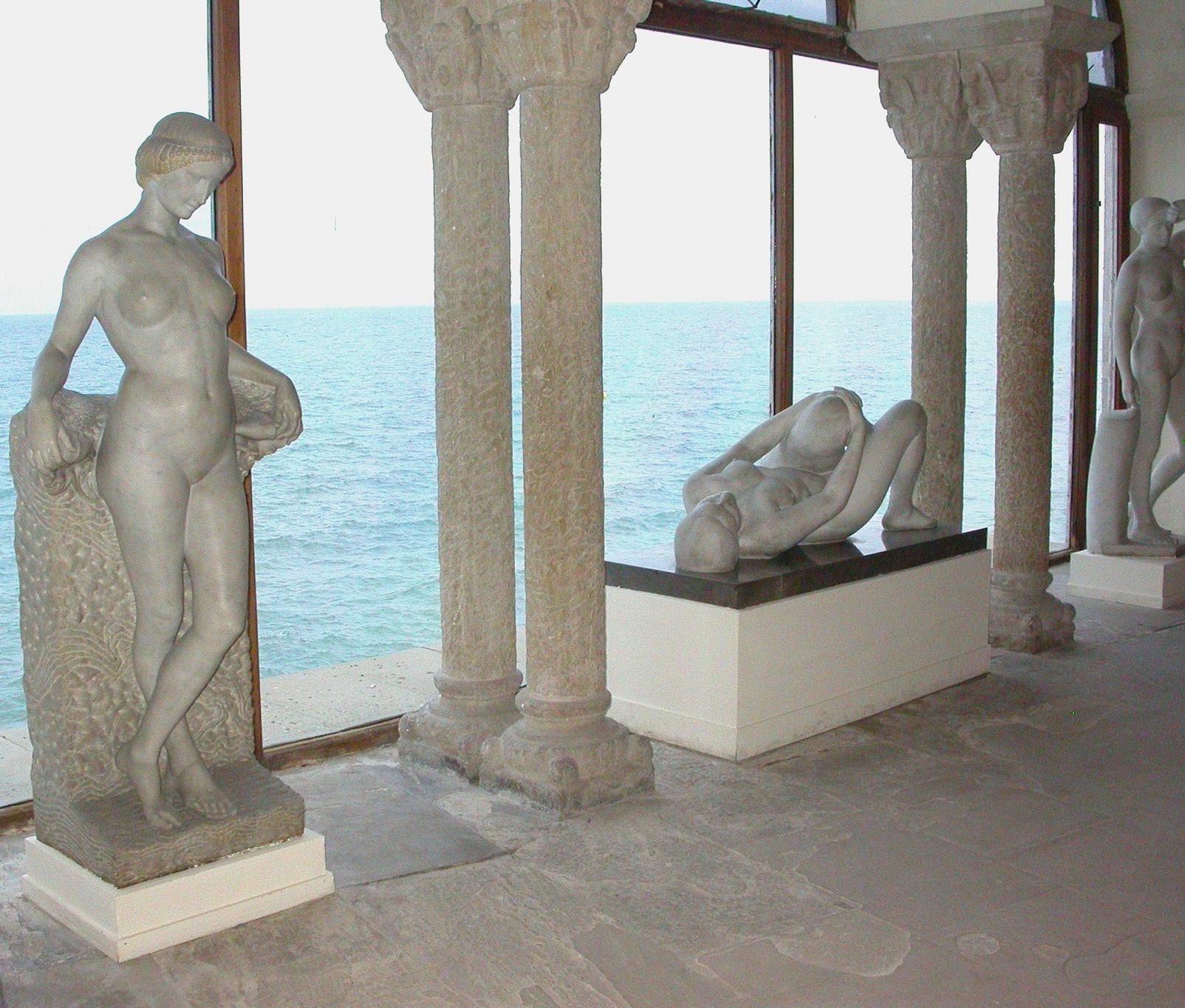
Der Aussichtssaal des Museu de Maricel mit der Allegorie auf das Mittelmeer (links) und Figuren von Joan Rebull (rechts)

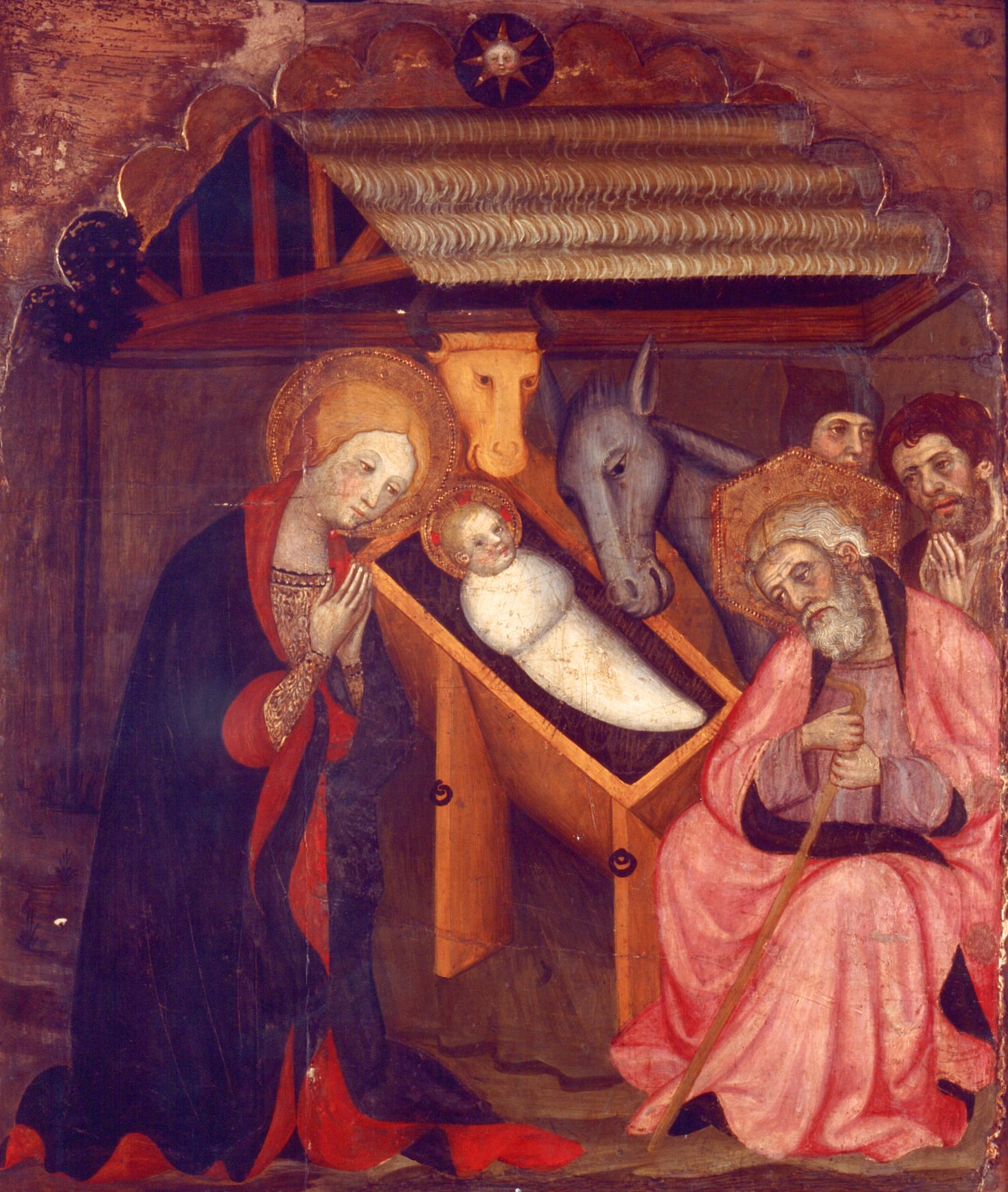
Pere Serra: Die Geburt Christi, um 1400, aus der Kirche Sankt Peter in Cubelles

Das Museu de Maricel im Altstadtteil Sant Juan der katalanischen Stadt Sitges ist ein Teil der Museumslandschaft von Sitges in Spanien und steht als solches unter Denkmalschutz.
Es bietet im ersten und zweiten Obergeschoss eine strukturierte Übersicht der künstlerischen Stilepochen vom 10. bis zum 20. Jahrhundert. Es zeigt Skulptur- und Gemäldesammlungen aus den Perioden der Romanik, der Gotik, der Renaissance, des Barock aus der Sammlung von Jesús Pérez-Rosales. Es werden Werke des Romantizismus (Joaquim Espalter i Rull, Marià Fortuny i Marsal), des Realismus und der Luministische Schule von Sitges (Joan Roig i Soler, Arcadi Mas i Fondevila, Joaquim de Miró i Argenter, Antoni Almirall i Romagosa), des Modernisme (Santiago Rusiñol i Prats, Ramon Casas, Miquel Utrillo, Josep Llimona) und des Noucentisme (Joaquim Sunyer, Enric Casanovas, Joan Rebull, Lola Anglada, Joaquim de Miró) präsentiert.
Im Erdgeschoss wird die gotische Kapelle des alten Krankenhauses von Sant Juan gezeigt, das der Vorgängerbau am Platz des heutigen Museums war. Im Sert-Ausstellungssaal werden Wandbilder des katalanischen Malers Josep Maria Sert i Badia (1874–1945), konkret Allegorien auf den großen Krieg von 1916, dargeboten. Im Aussichtssaal werden vor phantastischer Küsten- und Meerkulisse Skulpturen des Bildhauers Joan Rebull und eine Frauengestalt als Allegorie auf das Mittelmeer von einem unbekannten Künstler um 1915 ausgestellt. In der anschließenden Galerie folgen Werke des Noucentisme, des Realismus und figurative Werke vom Mittelalter bis zum 20. Jahrhundert von Artur Carbonell i Carbonell, Alfred Sisquella i Oriol, des Zeichners Agustí Ferrer i Pino, des fauvistischen Malers Miquel Villà i Bassols und des Malers Jaume Mercadé i Queralt.

## Erläuterungen
1. ↑  „Maricel“ steht Katalanisch für „la mar“ – das Meer, „i“ – und, sowie „el cel“ – der Himmel; also insgesamt für „Meer und Himmel“
2. ↑  Katalanisch „mirador“